# Matteoni Racing
Matteoni Racing es un equipo italiano del Mundial de Motociclismo dirigido por Massimo Matteoni. 
La sede de la escudería se encuentra en la Emilia Romagna.

## Palmarés
El equipo ganó un mundial de 125cc en el 1999 gracias al piloto Emilio Alzamora.

## Participación

### 2006
- Categoría 250cc
  - Alex Baldolini
  - Alessio Palumbo
- Categoría 125cc
  - Roberto Tamburini

### 2007
- Categoría 250cc
  - Anthony West

- Categoría 125cc
  - Lorenzo Zanetti

- Datos: Q6006455